# Lukavac (Valjevo)
Lukavac (Valjevo) (em cirílico: Лукавац) é uma vila da Sérvia localizada no município de Valjevo, pertencente ao distrito de Kolubara. A sua população era de 856 habitantes segundo o censo de 2011.

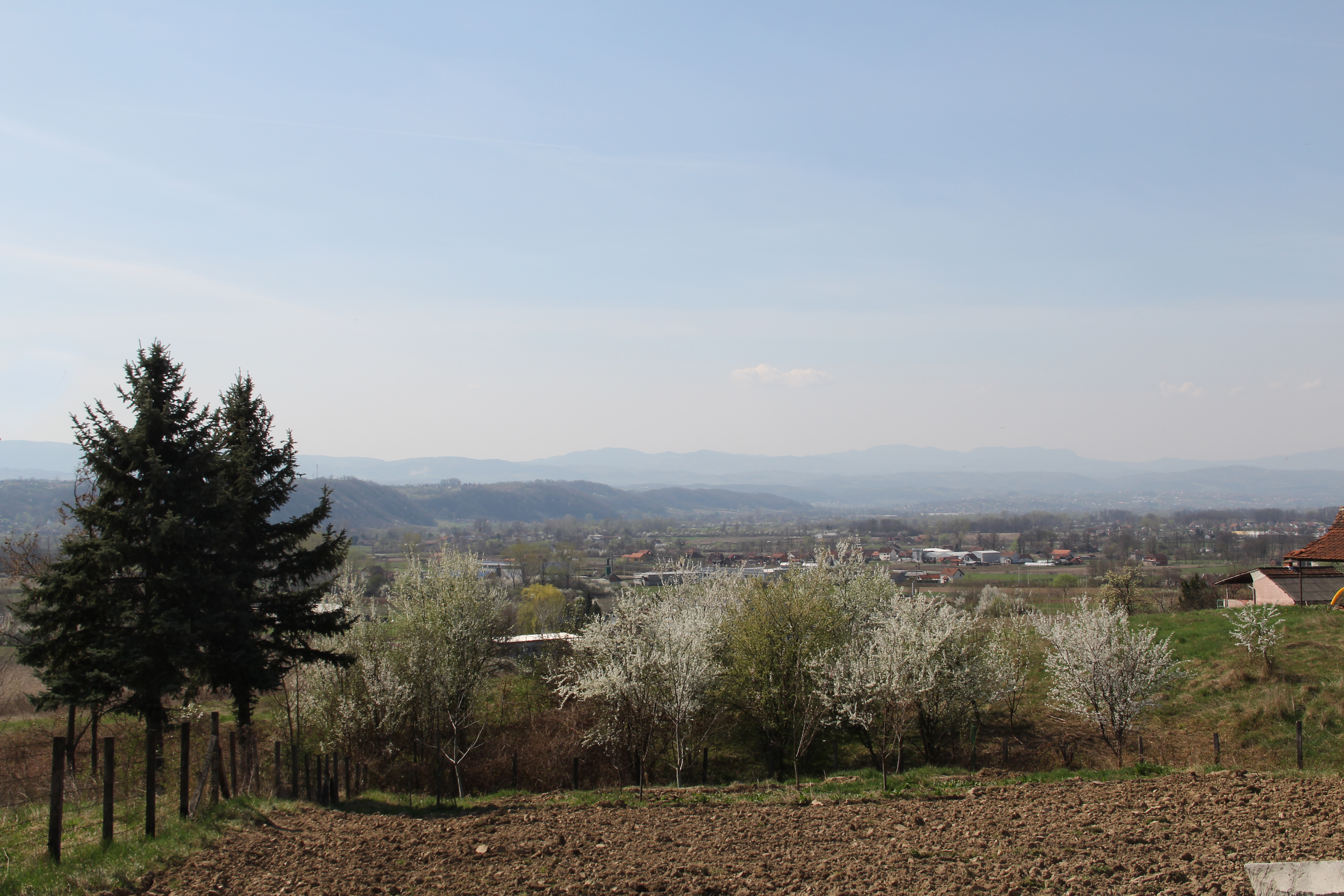
Lukavac - panorama
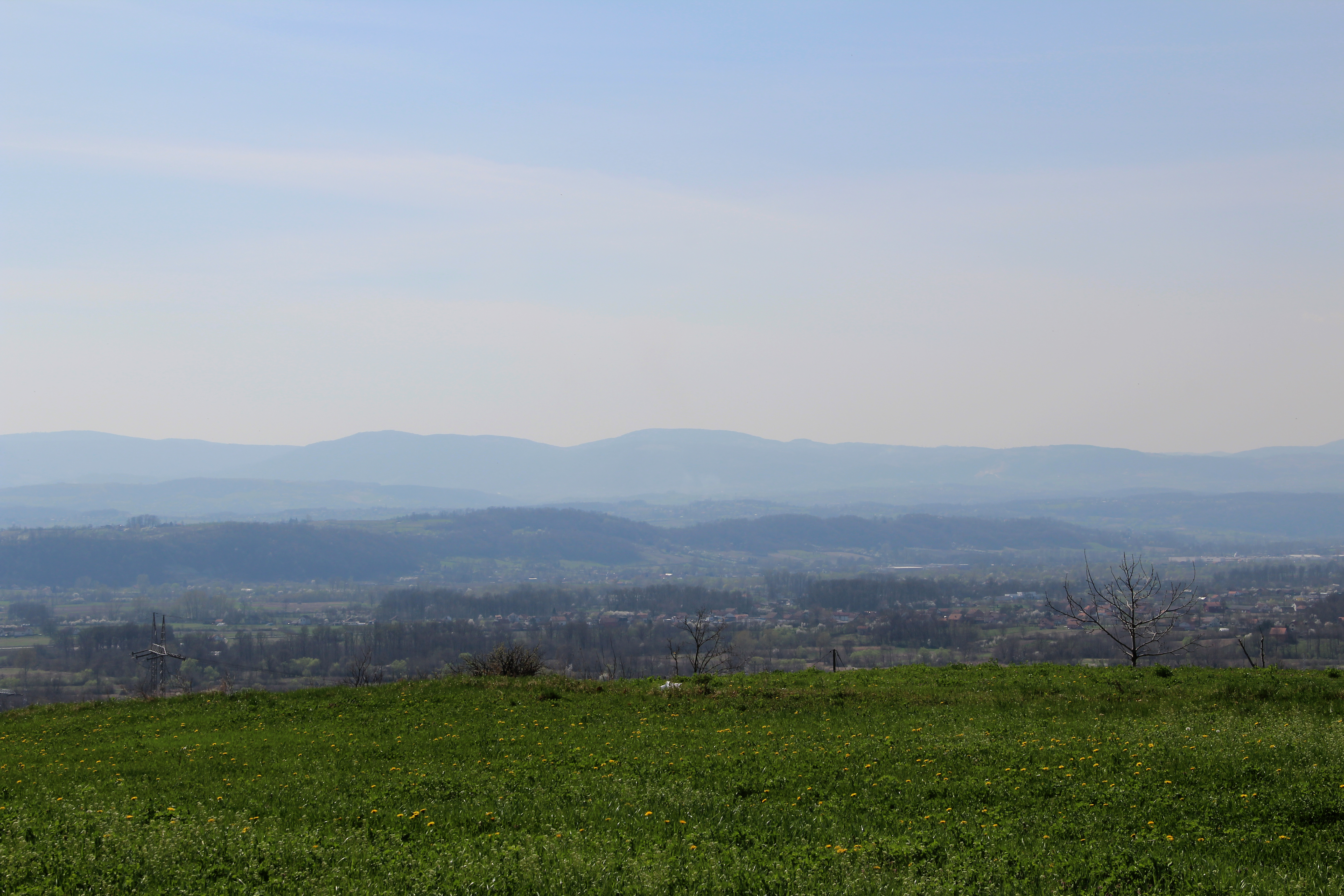
Lukavac - panorama
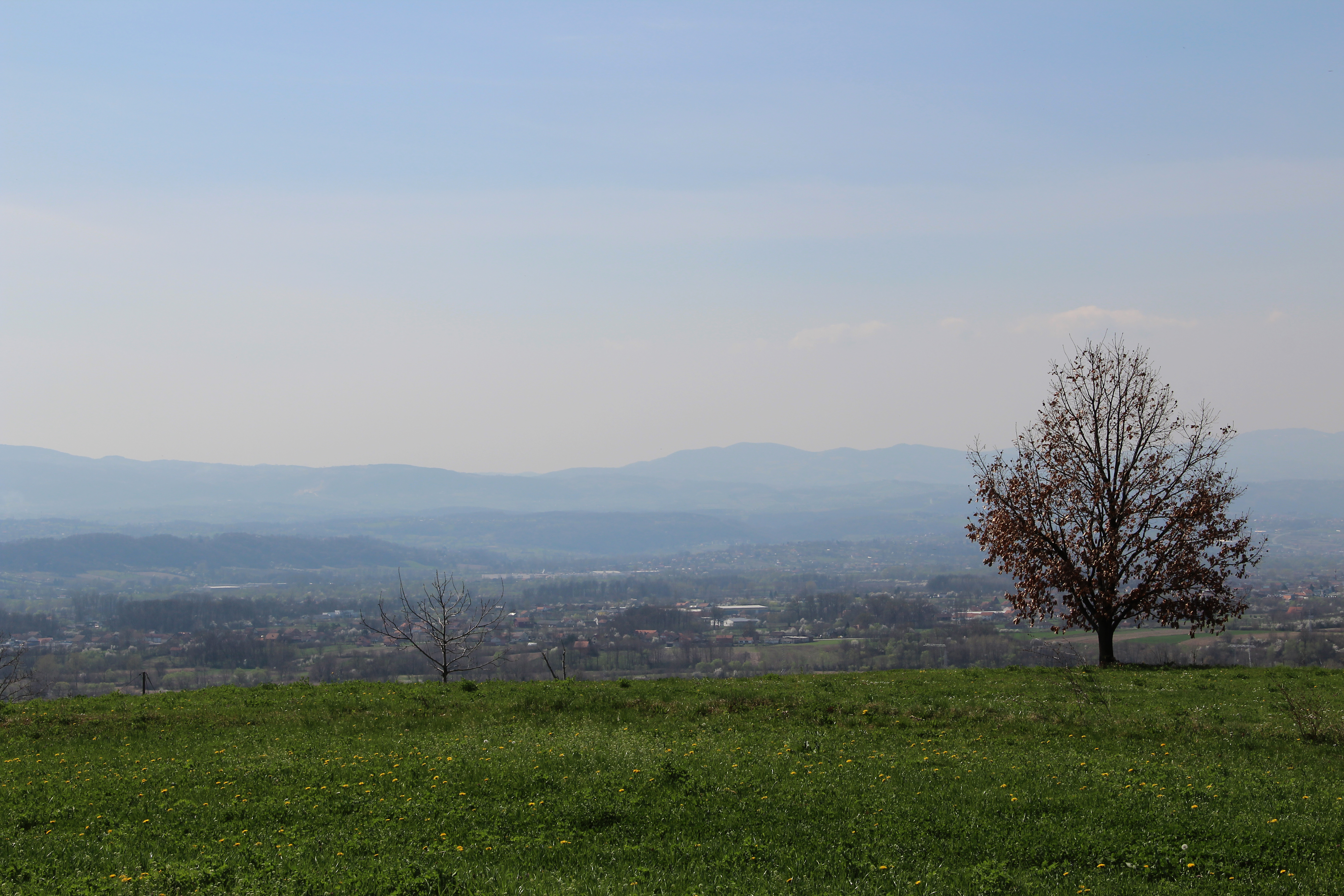
Lukavac - panorama
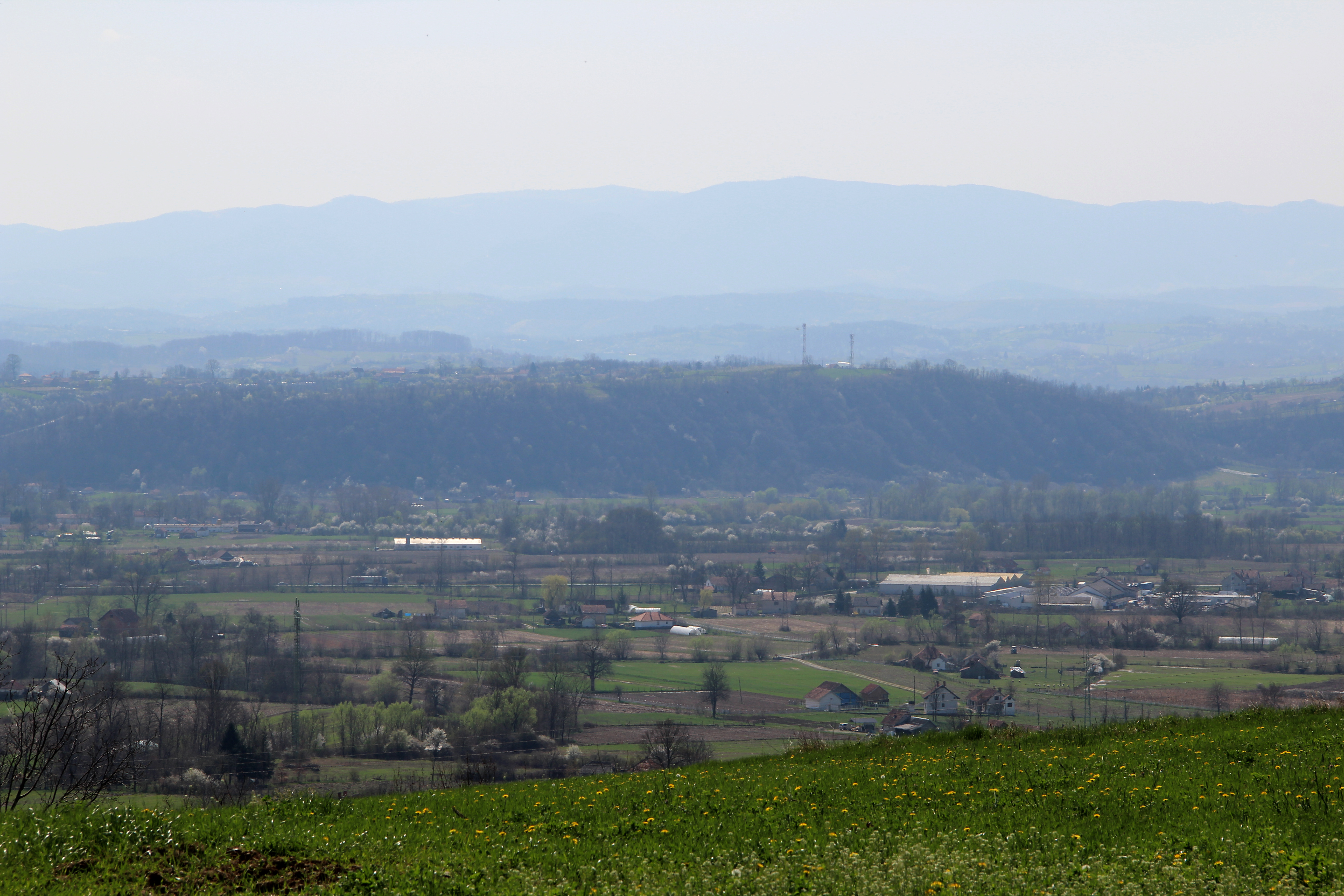
Lukavac - panorama
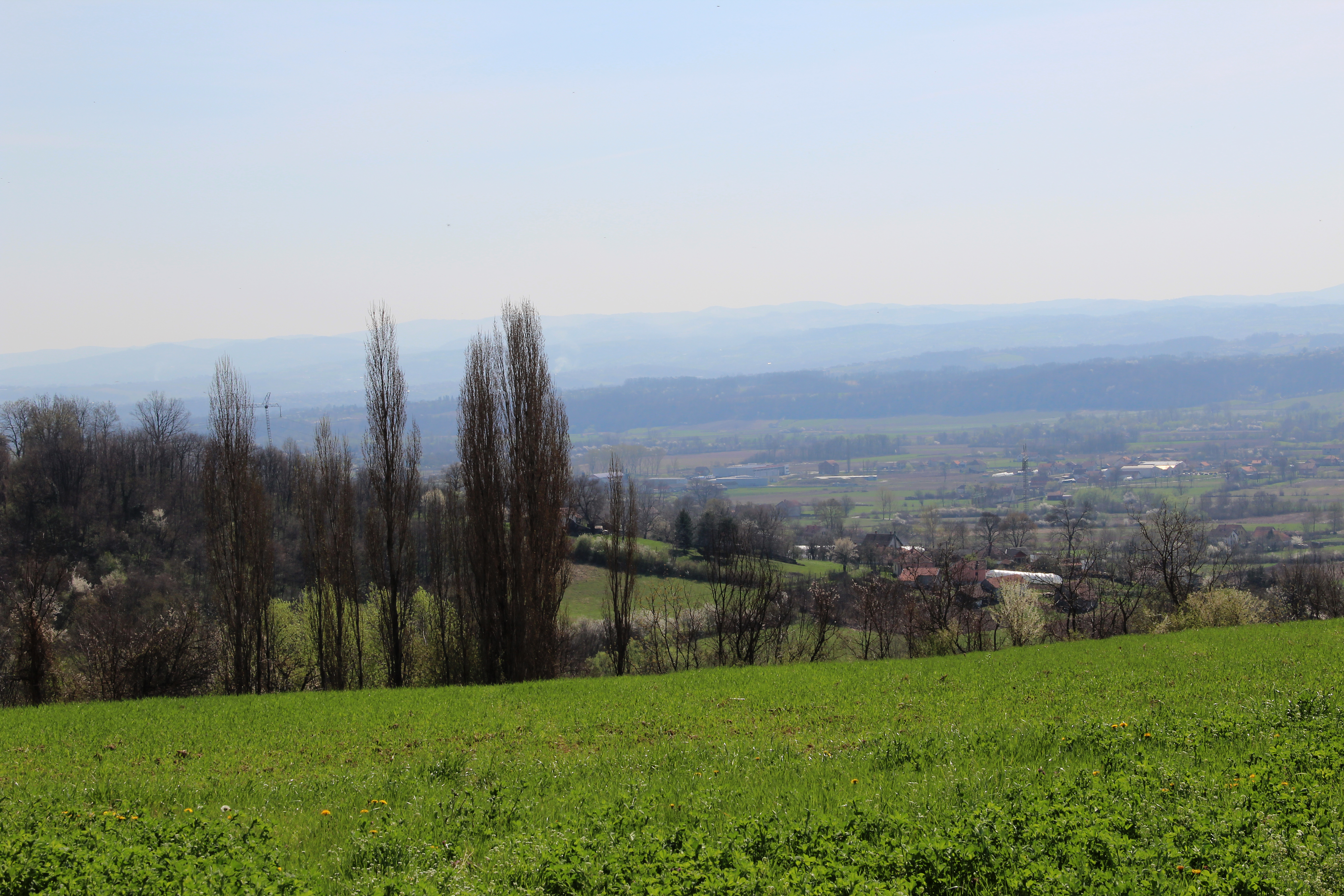
Lukavac - panorama
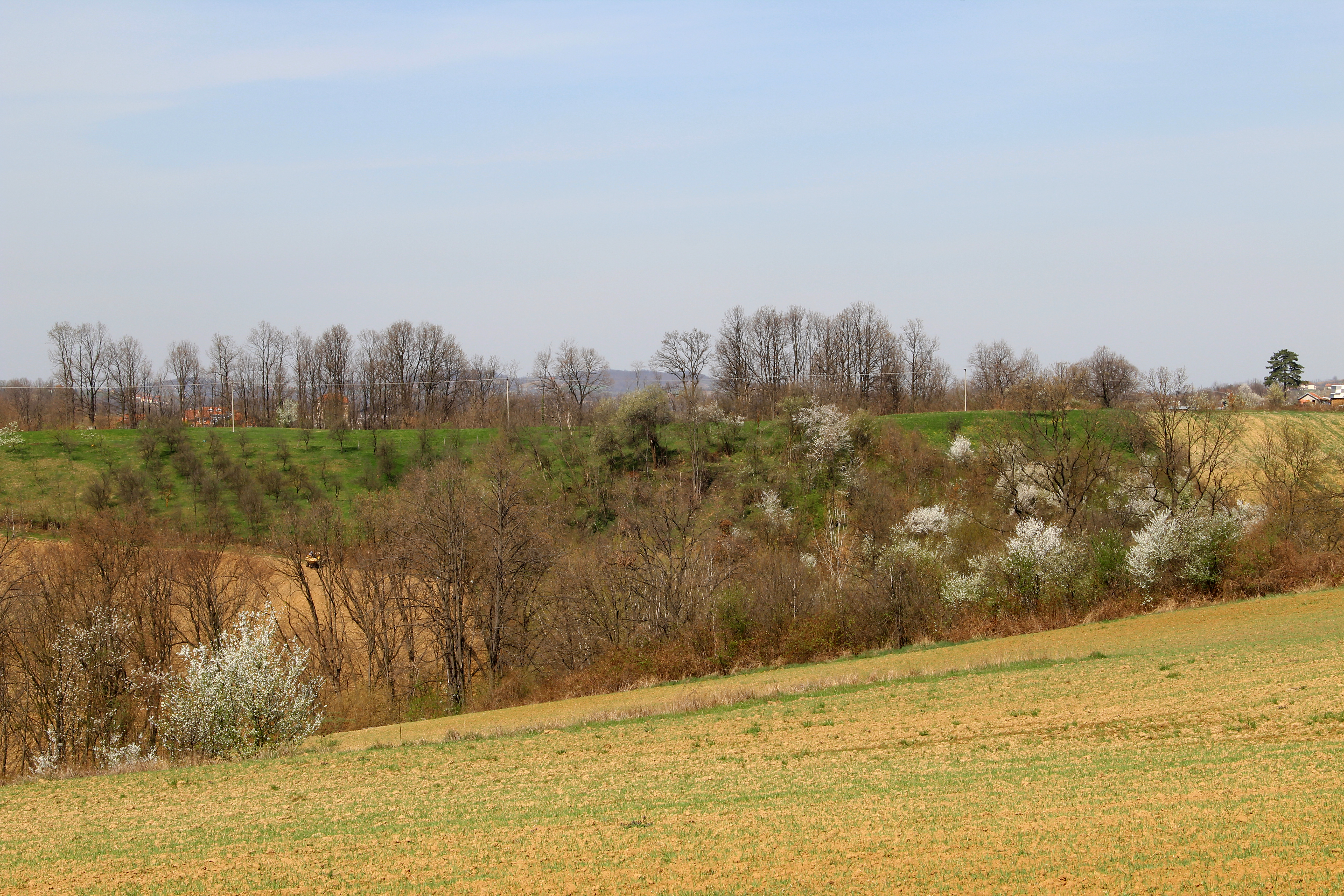
Lukavac - panorama
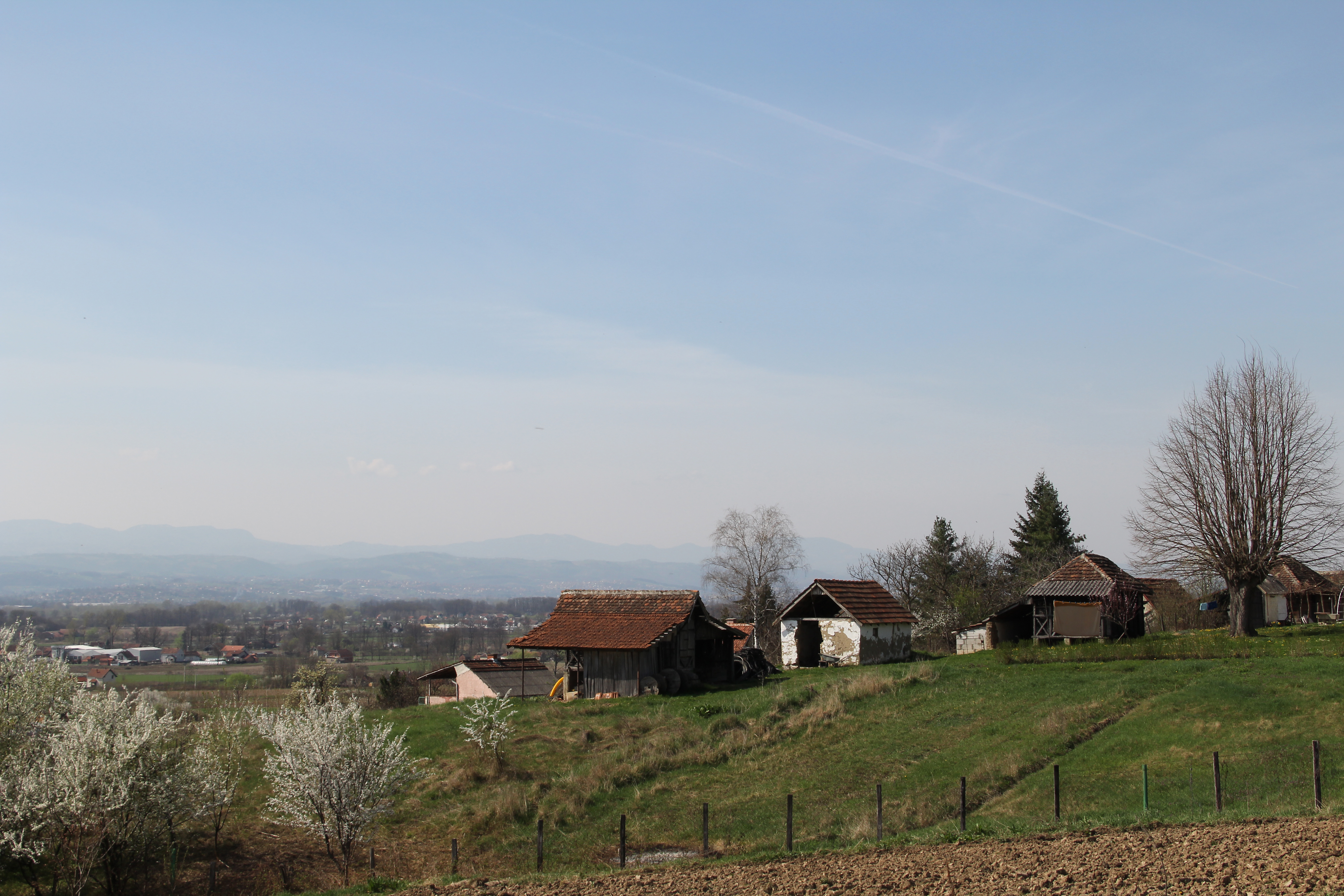
Lukavac - propriedade rural
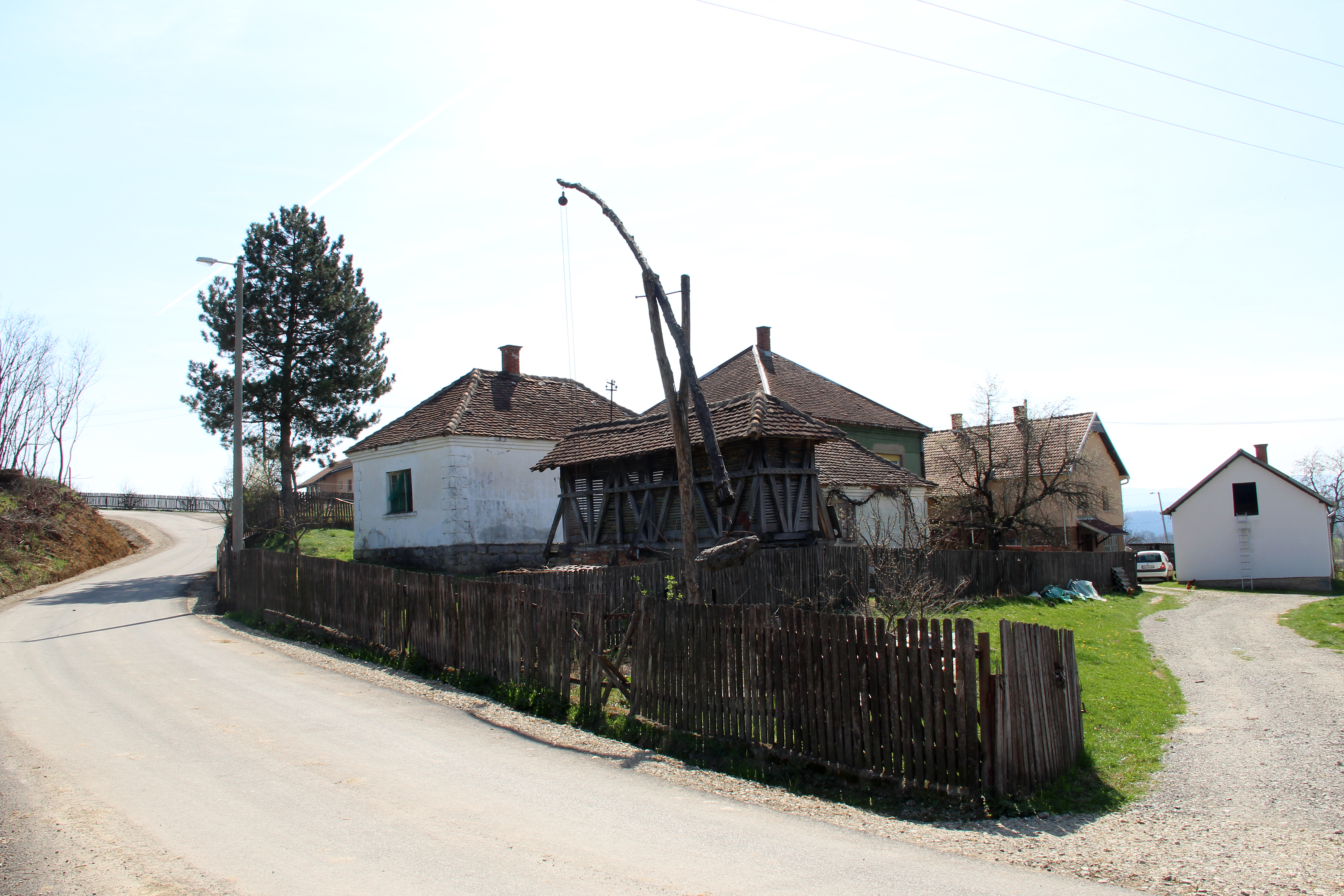
Lukavac - propriedade rural
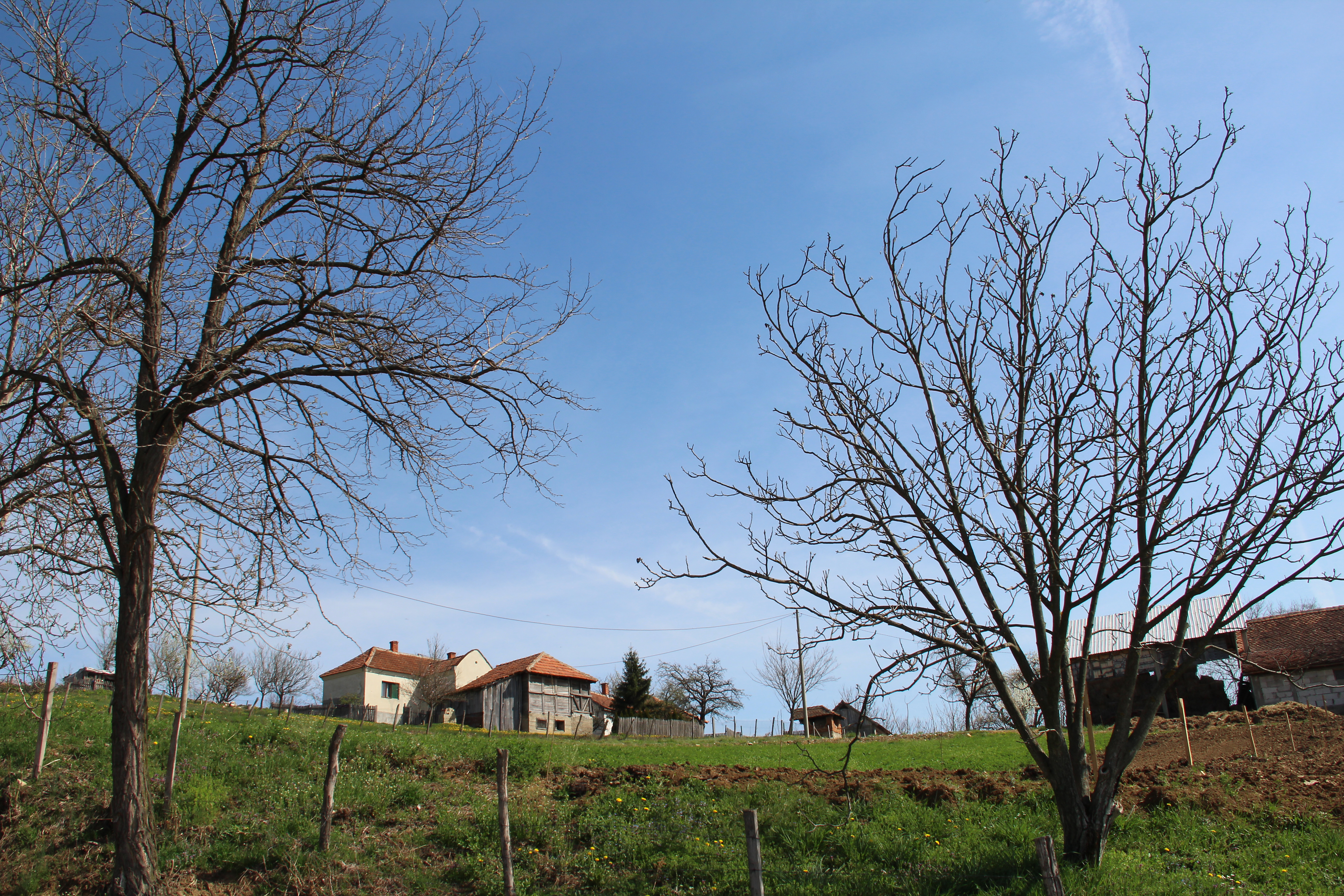
Lukavac - propriedade rural

## Demografia
| 1948  | 1953  | 1961  | 1971  | 1981  | 1991  | 2002  | 2011 |
| ----- | ----- | ----- | ----- | ----- | ----- | ----- | ---- |
| 1 218 | 1 284 | 1 249 | 1 197 | 1 182 | 1 128 | 1 054 | 856  |